# Parlament Królestwa Wielkiej Brytanii
Parlament Królestwa Wielkiej Brytanii – utworzony w 1707 roku po połączeniu parlamentu angielskiego i szkockiego w myśl aktu unii. Działał przez niecały wiek do uchwalenia aktu unii z 1800 roku.